# Vaikaradhoo
Vaikaradhoo is een van de bewoonde eilanden van het Haa Dhaalu-atol behorende tot de Maldiven.

## Demografie
Vaikaradhoo telt (stand maart 2007) 862 vrouwen en 852 mannen.